# مانسوة سنانية
مانسوة سنانية (الاسم العلمي:Mansoa lanceolata) هي نوع من النباتات تتبع جنس المانسوة من الفصيلة البنيونية.